# 莫頓鎮區 (北達科他州伯利縣)
莫頓鎮區（英語：Morton Township）是位於美國北達科他州伯利縣的一個鎮區。

## 地方資料
莫頓鎮區的面積為93.18平方千米，當中陸地面積為93.15平方千米，而水域面積為0.03平方千米。根據2010年美國人口普查的數據，當地共有人口42人，而人口密度為每平方千米0.45人。